# Gouden uur
Het gouden uur, ook wel magische uur genoemd, is de korte periode na zonsopgang of voor zonsondergang waarin er meer indirect zonlicht is, waardoor het licht meer rood en zachter is, wat voor fotografie  gunstig kan zijn. Omdat de zon aan de horizon staat, gaat het licht een langere afstand door de atmosfeer. Het blauwe licht wordt hierdoor meer verstrooid, waardoor het rode licht relatief meer aanwezig is.
De term uur betekent niet dat dit ook echt zestig minuten duurt. Het effect is sowieso minder lang voor plaatsen dichter bij de evenaar, omdat de zon daar sneller klimt. In theorie kan het gouden uur boven de poolcirkel de hele dag duren. Als vuistregel wordt doorgaans wel het eerste en het laatste uur van de dag genomen. Een andere definitie is de periode dat de zon minder dan zes graden boven de horizon staat.

## Schaduw
Omdat de zon tijdens het gouden uur heel laag aan de hemel staat, zijn de schaduwen, als die er al zijn, heel erg lang.

## Rode regenboog
Gezien het feit dat de extreem laagstaande zon er geel, oranje, of oranjerood kan uitzien, zo zal ook de regenboog tijdens deze fase enkel de gele, oranje en rode kleuren van het spectrum tonen. In dit geval lijkt de regenboogband veel dunner dan normaal en contrasteert qua kleur sterk met de eerder grijsblauwkleurige achtergrond van de bewolking.